# قائمة ملوك اليونان
قائمة ملوك اليونان الحديثة. منذ حكم أوتو (الوحيد الذي لقب بملك اليونان، خلفاؤه كانوا يلقبون بملك الهيلينيين).

## عائلةفيتلسباخ
|  | الاسم | تاريخ تولي الحكم | تاريخ نهاية الحكم   |
|  | ----- | ---------------- | ------------------- |
|  | أوثون | 6 شباط-1832      | 23 تشرين الأول 1862 |

## عائلةشليسفيع - هولشتاين - سوندربورغ - غلوكسبورغ
|  | الاسم            | تاريخ تولي الحكم                  | تاريخ نهاية الحكم            |
|  | ---------------- | --------------------------------- | ---------------------------- |
|  | جورجيوس الأول    | 30 آذار 1863                      | 18 آذار 1913                 |
|  | قسطنطينوس الأول  | 18 آذار 1913 19 كانون الأول 1920  | 11 حزيران 1917 27 أيلول 1922 |
|  | ألكسندروس        | 11 أيار 1917                      | 19 كانون الأول 1920          |
|  | جورجيوس الثاني   | 27 أيلول 1922 3 تشرين الثاني 1935 | 25 آذار 1924 1 نيسان 1947    |
|  | بافلوس           | 1 نيسان 1947                      | 6 آذار 1964                  |
|  | قسطنطينوس الثاني | 6 آذار 1964                       | 1 حزيران 1973 نهاية الملكية  |